# Jung Dae-Yoon
Jung Dae-Yoon (en coreano: 정대윤; 24 de julio de 2005) es un deportista surcoreano que compite en esquí acrobático. Ganó una medalla de bronce en el Campeonato Mundial de Esquí Acrobático de 2025, en la prueba de baches.

## Medallero internacional
| Campeonato Mundial | Campeonato Mundial | Campeonato Mundial | Campeonato Mundial |
| Año                | Lugar              | Medalla            | Prueba             |
| ------------------ | ------------------ | ------------------ | ------------------ |
| 2025               | Engadina (Suiza)   | Medalla de bronce  | Baches             |